# Euroleague Basketball 2013-2014
L'Eurolega di pallacanestro 2013-2014 (chiamata Turkish Airlines Euroleague per motivi di sponsorizzazione) è la quattordicesima edizione del massimo campionato tra club europei organizzato dall'ULEB. La final four si è disputata dal 16 al 18 maggio 2014 al Mediolanum Forum di Assago.

## Cambiamenti al formato
Da questa stagione le squadre eliminate dopo la stagione regolare prenderanno parte all'Eurocup.

## Assegnazione delle licenze

### Licenza A
| #  | Squadra          | Punti |
| -- | ---------------- | ----- |
| 1. | Barcellona       | 144   |
| 2. | Olympiakos       | 138   |
| 3. | Panathīnaïkos    | 136   |
| 4. | Real Madrid      | 128   |
| 5. | Maccabi Tel Aviv | 128   |
| 6. | CSKA Mosca       | 119   |
| 7. | Mens Sana Siena  | 118   |

| #   | Squadra         | Punti |
| --- | --------------- | ----- |
| 8.  | Anadolu Efes    | 98    |
| 9.  | Saski Baskonia  | 94    |
| 10. | Málaga          | 87    |
| 11. | Fenerbahçe      | 87    |
| 12. | Žalgiris Kaunas | 86    |
| 13. | Olimpia Milano  | 52    |
| 14. | Gdynia          | 35    |

- Olimpia Milano ha una licenza A biennale, ottenuta in premio nel giugno 2012.[1]
- La licenza A del Prokom Gdynia, ultimo nella classifica dei club che la possiedono è stata revocata e sostituita con una wild card.

### Licenza B
|  | Licenza A                |
|  | Licenza B                |
|  | Wild card                |
|  | Torneo di qualificazione |

|     | Paese          | Pos. | Squadra          |
| --- | -------------- | ---- | ---------------- |
| 1.  | Spagna         | 1°   | Real Madrid      |
| 2.  | Russia         | 1°   | CSKA Mosca       |
| 3.  | Italia         | 1°   | Mens Sana Siena  |
| 4.  | Turchia        | 1°   | Galatasaray      |
| 5.  | Lituania       | 1°   | Žalgiris Kaunas  |
| 6.  | Grecia         | 1°   | Panathīnaïkos    |
| 7.  | Francia        | 1°   | JSF Nanterre     |
| 8.  | Germania       | 1°   | Bamberger        |
| 9.  | Lega Adriatica | 1°   | Partizan         |
| 10. | Polonia        | 1°   | Zielona Góra     |
| 11. | Lega Adriatica | 2°   | Stella Rossa     |
| 12. | Spagna         | 2°   | Barcellona       |
| 13. | Russia         | 2°   | Lokomotiv Kuban' |
| 14. | Italia         | 2°   | Virtus RomaR     |

|     | Paese          | Pos. | Squadra           |
| --- | -------------- | ---- | ----------------- |
| 15. | Turchia        | 2°   | Bandırma Banvit   |
| 16. | Lituania       | 2°   | Lietuvos rytas    |
| 17. | Grecia         | 2°   | Olympiakos        |
| 18. | Francia        | 2°   | StrasburgoWC      |
| 19. | Germania       | 2°   | EWE Oldenburg     |
| 20. | Lega Adriatica | 3°   | IgokeaR           |
| 21. | Belgio         | 1°   | Ostenda           |
| 22. | R. Ceca        | 1°   | ČEZ Nymburk       |
| 23. | Ucraina        | 1°   | Budivelnyk KievWC |
| 24. | Israele        | 1°   | Maccabi HaifaR    |
| 25. | Bulgaria       | 1°   | Akademik SofiaR   |
| 26. | Paesi Bassi    | 1°   | LeidaR            |
| 27. | Lettonia       | 1°   | VEF Rīga          |
| 28. | Polonia        | 2°   | Turów Zgorzelec   |

### Licenza C e wild card
Tre wild card sono state assegnate per questa stagione, una convertita dalla licenza C dopo che il detentore Lokomotiv Kuban vincitore dell'Eurocup 2012-2013 ha ottenuto la licenza B, una per la revoca della licenza A al Prokom Gdynia e una per la rinuncia alla partecipazione della Virtus Roma.
- BC Budivelnyk
- Bayern Monaco
- Strasburgo

#### Wild card per il torneo di qualificazione
- Chimki
- Pallacanestro Varese

## Squadre partecipanti
| Paese (Lega)       | Squadre | SquadraTipo di licenza (posizione nel campionato nazionale 2012–13) | SquadraTipo di licenza (posizione nel campionato nazionale 2012–13) | SquadraTipo di licenza (posizione nel campionato nazionale 2012–13) | SquadraTipo di licenza (posizione nel campionato nazionale 2012–13) | SquadraTipo di licenza (posizione nel campionato nazionale 2012–13) |
| ------------------ | ------- | ------------------------------------------------------------------- | ------------------------------------------------------------------- | ------------------------------------------------------------------- | ------------------------------------------------------------------- | ------------------------------------------------------------------- |
| Spagna (ACB)       | 4       | Real Madrid A (1)                                                   | Barcelona Regal A (2)                                               | Laboral Kutxa A (5)                                                 | Unicaja Málaga A (9)                                                |                                                                     |
| Turchia (TBL)      | 3       | Galatasaray B (1)                                                   | Anadolu Efes A (3)                                                  | Fenerbahçe Ülker A (5)                                              |                                                                     |                                                                     |
| Francia (Pro A)    | 2       | Nanterre B (1)                                                      | Strasburgo WC (2)                                                   |                                                                     |                                                                     |                                                                     |
| Germania (BBL)     | 2       | Brose Baskets B (1)                                                 | Bayern Monaco WC (4)                                                |                                                                     |                                                                     |                                                                     |
| Grecia (A1)        | 2       | Panathinaikos A (1)                                                 | Olympiakos A (2)                                                    |                                                                     |                                                                     |                                                                     |
| Italia (Lega A)    | 2       | Montepaschi Siena A (1)                                             | Emporio Armani Milano A (6)                                         |                                                                     |                                                                     |                                                                     |
| Russia (PBL e VTB) | 2       | CSKA Mosca A (1)                                                    | Lokomotiv Kuban B (2)                                               |                                                                     |                                                                     |                                                                     |
| Serbia (ABA)       | 2       | Partizan B (1)                                                      | Stella Rossa B (2)                                                  |                                                                     |                                                                     |                                                                     |
| Lituania (LKL)     | 1       | Žalgiris Kaunas A (1)                                               | Lietuvos Rytas TQ (2)                                               |                                                                     |                                                                     |                                                                     |
| Israele (LhA)      | 1       | Maccabi Tel Aviv A (2)                                              |                                                                     |                                                                     |                                                                     |                                                                     |
| Polonia (PLK)      | 1       | Stelmet Zielona Góra B (1)                                          |                                                                     |                                                                     |                                                                     |                                                                     |
| Ucraina (USL)      | 1       | Budivelnyk WC (1)                                                   |                                                                     |                                                                     |                                                                     |                                                                     |

## Sorteggio
Il sorteggio per i gruppi della stagione regolare si è svolto il 4 luglio 2013 a Barcellona. Le squadre erano state suddivise in sei urne secondo l'ordine della classifica ULEB. La squadra proveniente dal turno preliminare è stata inserita nella sesta urna.
| Urna 1                                          | Urna 2                                                     | Urna 3                                                       | Urna 4                                               | Urna 5                                                 | Urna 6                               |
| ----------------------------------------------- | ---------------------------------------------------------- | ------------------------------------------------------------ | ---------------------------------------------------- | ------------------------------------------------------ | ------------------------------------ |
| Barcellona Olympiakos Panathinaikos Real Madrid | Maccabi Tel Aviv CSKA Mosca Montepaschi Siena Anadolu Efes | Caja Laboral Unicaja Málaga Fenerbahçe Ülker Žalgiris Kaunas | Galatasaray Lokomotiv Kuban Budivelnyk Brose Baskets | EA7 Milano Partizan Belgrado Zielona Góra Stella Rossa | Bayern Monaco Strasburgo Nanterre TQ |

## Turno preliminare
Il sorteggio per il tabellone del turno preliminare si è svolto anch'esso il 4 luglio 2013. Le otto squadre sono state suddivise in quattro fasce, le due che hanno ricevuto la wild card sono state inserite in prima fascia, le altre sono state ordinate secondo la classifica ULEB.
| Urna 1        | Urna 2                     | Urna 3          | Urna 4                |
| ------------- | -------------------------- | --------------- | --------------------- |
| Chimki Varese | Lietuvos Rytas ČEZ Nymburk | Banvit VEF Riga | Ostenda EWE Oldenburg |

Il torneo di qualificazione si è giocato dal 1° al 4 ottobre 2013 a Vilnius.
|  | Quarti di finale | Quarti di finale | Quarti di finale |                 |                | Semifinale    | Semifinale | Semifinale |  |  | Finale | Finale         | Finale |
|  |                  |                  |                  |                 |                |               |            |            |  |  |        |                |        |
|  | 1                | Varese           | 74               |                 |                |               |            |            |  |  |        |                |        |
|  | 4                | EWE Oldenburg    | 79               |                 |                |               |            |            |  |  |        |                |        |
|  | 4                | EWE Oldenburg    | 79               |                 | 4              | EWE Oldenburg | 87         |            |  |  |        |                |        |
|  |                  |                  |                  |                 | 4              | EWE Oldenburg | 87         |            |  |  |        |                |        |
|  |                  | 2                | Lietuvos Rytas   | 99              |                |               |            |            |  |  |        |                |        |
|  | 2                | 2                | Lietuvos Rytas   | 99              | Lietuvos Rytas | 80            |            |            |  |  |        |                |        |
|  | 2                |                  |                  |                 | Lietuvos Rytas | 80            |            |            |  |  |        |                |        |
|  | 3                | VEF Riga         | 71               |                 |                |               |            |            |  |  |        |                |        |
|  |                  |                  |                  |                 |                |               |            |            |  |  | 2      | Lietuvos Rytas | 75     |
|  |                  |                  | 4                | Telenet Ostenda | 66             |               |            |            |  |  |        |                |        |
|  | 2                | ČEZ Nymburk      | 78               |                 |                |               |            |            |  |  |        |                |        |
|  | 3                | Banvit           | 87               |                 |                |               |            |            |  |  |        |                |        |
|  | 3                | Banvit           | 87               |                 | 3              | Banvit        | 80         |            |  |  |        |                |        |
|  |                  |                  |                  |                 | 3              | Banvit        | 80         |            |  |  |        |                |        |
|  |                  | 4                | Telenet Ostenda  | 82              |                |               |            |            |  |  |        |                |        |
|  | 1                | 4                | Telenet Ostenda  | 82              | Chimki         | 79            |            |            |  |  |        |                |        |
|  | 1                |                  |                  |                 | Chimki         | 79            |            |            |  |  |        |                |        |
|  | 4                | Telenet Ostenda  | 90               |                 |                |               |            |            |  |  |        |                |        |

## Regular season
La regular season è iniziata il 16 ottobre e si è conclusa il 20 dicembre 2013. Le prime quattro classificate di ciascun gruppo si sono qualificate per la Top 16.
Le 8 squadre eliminate sono state retrocesse nella Last 32 di ULEB Eurocup.
| Qualificata alla Top 16 |
| Eliminata               |

### Gruppo A
|    | Squadra               | P.ti | G  | V | P | PF  | PS  | DP   |
| -- | --------------------- | ---- | -- | - | - | --- | --- | ---- |
| 1. | Fenerbahçe Ülker      | 16   | 10 | 8 | 2 | 849 | 749 | +100 |
| 2. | CSKA Mosca            | 14   | 10 | 7 | 3 | 732 | 676 | +56  |
| 3. | Barcellona            | 14   | 10 | 7 | 3 | 786 | 729 | +57  |
| 4. | Partizan NIS Belgrado | 6    | 10 | 3 | 7 | 668 | 715 | -47  |
| 5. | Nanterre              | 6    | 10 | 3 | 7 | 682 | 753 | -71  |
| 6. | Budivelnyk Kiev       | 4    | 10 | 2 | 8 | 737 | 832 | -95  |

### Gruppo B
|    | Squadra                   | P.ti | G  | V  | P | PF  | PS  | DP   |
| -- | ------------------------- | ---- | -- | -- | - | --- | --- | ---- |
| 1. | Real Madrid               | 20   | 10 | 10 | 0 | 889 | 652 | +237 |
| 2. | Žalgiris Kaunas           | 10   | 10 | 5  | 5 | 743 | 768 | -25  |
| 3. | EA7 Emporio Armani Milano | 10   | 10 | 5  | 5 | 742 | 772 | -30  |
| 4. | Anadolu Efes Istanbul     | 8    | 10 | 4  | 6 | 741 | 767 | -26  |
| 5. | Brose Baskets             | 6    | 10 | 3  | 7 | 756 | 829 | -73  |
| 6. | Strasburgo                | 6    | 10 | 3  | 7 | 705 | 808 | -103 |

### Gruppo C
|    | Squadra                  | P.ti | G  | V  | P | PF  | PS  | DP  |
| -- | ------------------------ | ---- | -- | -- | - | --- | --- | --- |
| 1. | Olympiakos Pireo         | 20   | 10 | 10 | 0 | 812 | 734 | +78 |
| 2. | Galatasaray Liv Hospital | 12   | 10 | 6  | 4 | 700 | 725 | -25 |
| 3. | Unicaja Málaga           | 10   | 10 | 5  | 5 | 756 | 712 | +44 |
| 4. | Bayern Monaco            | 8    | 10 | 4  | 6 | 818 | 791 | +27 |
| 5. | Montepaschi Siena        | 6    | 10 | 3  | 7 | 674 | 706 | -32 |
| 6. | Stelmet Zielona Góra     | 4    | 10 | 2  | 8 | 707 | 799 | -92 |

### Gruppo D
|    | Squadra                    | P.ti | G  | V | P | PF  | PS  | DP   |
| -- | -------------------------- | ---- | -- | - | - | --- | --- | ---- |
| 1. | Maccabi Electra Tel Aviv   | 16   | 10 | 8 | 2 | 764 | 711 | +53  |
| 2. | Laboral Kutxa Vitoria      | 12   | 10 | 6 | 4 | 767 | 754 | +13  |
| 3. | Lokomotiv Kuban' Krasnodar | 12   | 10 | 6 | 4 | 740 | 729 | +11  |
| 4. | Panathinaikos Atene        | 10   | 10 | 5 | 5 | 768 | 736 | +32  |
| 5. | Stella Rossa Belgrado      | 8    | 10 | 4 | 6 | 804 | 779 | +25  |
| 6. | Lietuvos Rytas Vilnius     | 2    | 10 | 1 | 9 | 686 | 820 | -134 |

## Top 16
La Top 16 si è disputata dal 2 gennaio all'11 aprile 2014. Le 16 squadre qualificate sono state divise in due gironi di 8 in base alle posizioni conseguite nella Regular Season (senza sorteggio). Si sono affrontate secondo il classico formato Round-robin con gare di andata e ritorno per un totale di 14 giornate. Le prime quattro classificate di ogni girone hanno ottenuto la qualificazione ai Play-off.
| Qualificata ai Play-off |
| Eliminata               |

### Gruppo E
|    | Squadra                   | P.ti | G  | V  | P  | PF   | PS   | DP   |
| -- | ------------------------- | ---- | -- | -- | -- | ---- | ---- | ---- |
| 1. | Barcellona                | 24   | 14 | 12 | 2  | 1109 | 1009 | +100 |
| 2. | EA7 Emporio Armani Milano | 20   | 14 | 10 | 4  | 1093 | 1011 | +82  |
| 3. | Olympiakos Pireo          | 16   | 14 | 8  | 6  | 1058 | 996  | +62  |
| 4. | Panathinaikos Atene       | 14   | 14 | 7  | 7  | 961  | 958  | +3   |
| 5. | Unicaja Málaga            | 12   | 14 | 6  | 8  | 1032 | 1063 | -31  |
| 6. | Fenerbahçe Ülker          | 12   | 14 | 6  | 8  | 1078 | 1101 | -23  |
| 7. | Laboral Kutxa Vitoria     | 10   | 14 | 5  | 9  | 1061 | 1125 | -64  |
| 8. | Anadolu Efes Istanbul     | 4    | 14 | 2  | 12 | 967  | 1096 | -129 |

### Gruppo F
|    | Squadra                    | P.ti | G  | V  | P  | PF   | PS   | DP   |
| -- | -------------------------- | ---- | -- | -- | -- | ---- | ---- | ---- |
| 1. | CSKA Mosca                 | 24   | 14 | 12 | 2  | 1167 | 1035 | +132 |
| 2. | Real Madrid                | 22   | 14 | 11 | 3  | 1190 | 1047 | +143 |
| 3. | Maccabi Electra Tel Aviv   | 16   | 14 | 8  | 6  | 1115 | 1090 | +25  |
| 4. | Galatasaray Liv Hospital   | 14   | 14 | 7  | 7  | 1072 | 1065 | +7   |
| 5. | Lokomotiv Kuban' Krasnodar | 14   | 14 | 7  | 7  | 1081 | 1098 | -17  |
| 6. | Bayern Monaco              | 10   | 14 | 5  | 9  | 1040 | 1102 | -62  |
| 7. | Partizan NIS Belgrado      | 8    | 14 | 4  | 10 | 953  | 1069 | -116 |
| 8. | Žalgiris Kaunas            | 4    | 14 | 2  | 12 | 1062 | 1174 | -114 |

## Play-off
I play-off si giocano dal 15 al 25 aprile 2014. Le serie sono al meglio delle 5 partite, secondo il formato 2-2-1: ovvero le gare 1, 2 e 5 si giocano in casa delle teste di serie (prime e seconde classificate della Top 16). La squadra che si aggiudicherà tre gare si qualificherà per la Final Four
| Squadra 1                 | Totale | Squadra 2                | Gara 1 | Gara 2 | Gara 3 | Gara 4 | Gara 5 |
| ------------------------- | ------ | ------------------------ | ------ | ------ | ------ | ------ | ------ |
| Barcellona                | 3 - 0  | Galatasaray Liv Hospital | 88-61  | 84-63  | 78-75  |        |        |
| Real Madrid               | 3 - 2  | Olympiakos Pireo         | 88-71  | 82-77  | 76-78  | 62-71  | 83-69  |
| CSKA Mosca                | 3 - 2  | Panathinaikos Atene      | 77-74  | 77-51  | 59-65  | 72-73  | 74-44  |
| EA7 Emporio Armani Milano | 1 - 3  | Maccabi Electra Tel Aviv | 99-101 | 91-77  | 63-75  | 66-86  |        |

## Final Four

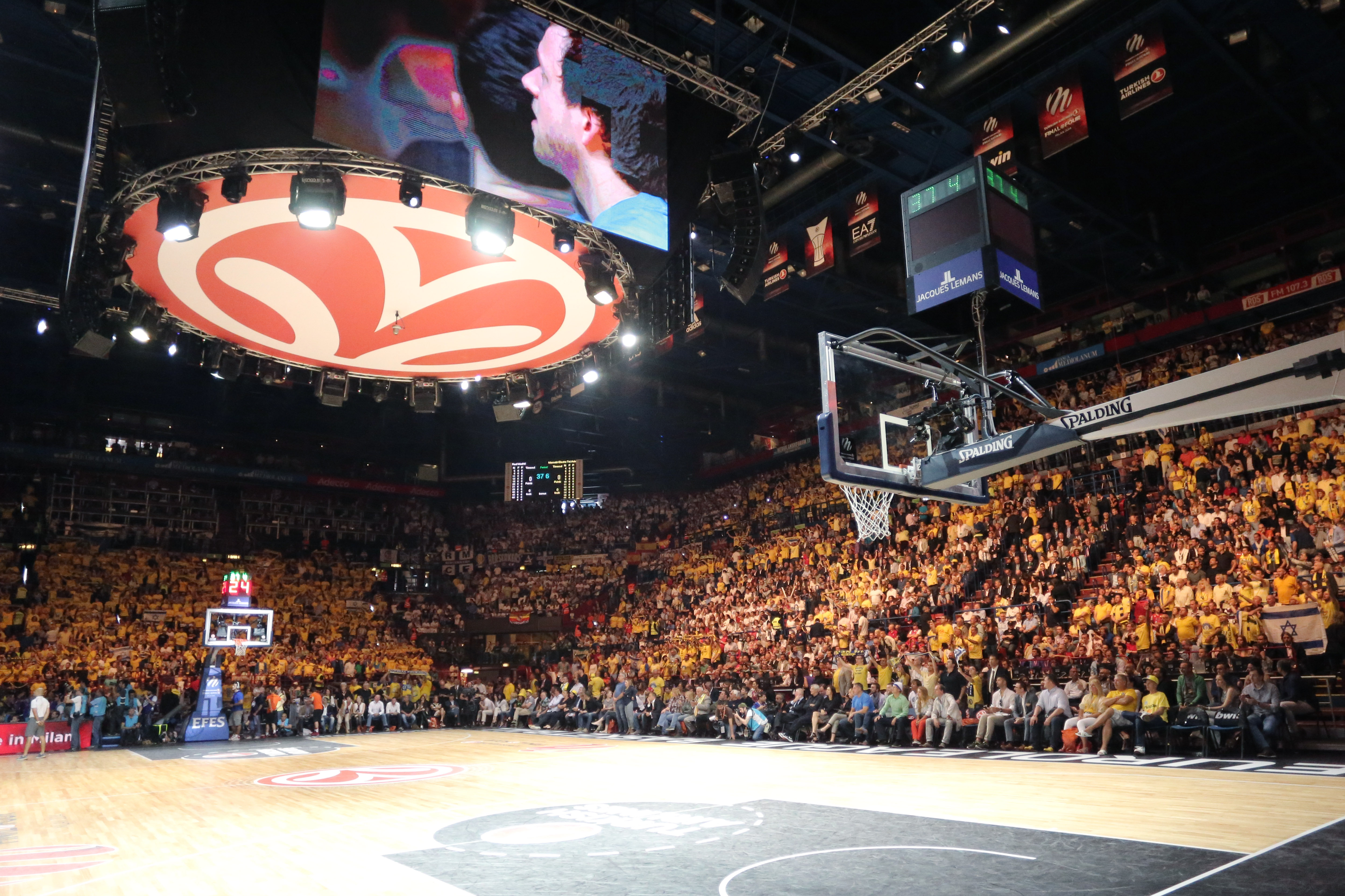
Tifosi del Maccabi durante la finale

La Final Four si è svolta al Mediolanum Forum di Assago (MI) dal 16 al 18 maggio 2014.
|  | Semifinali       | Semifinali       | Semifinali       |                  |             | Finale          | Finale          | Finale          |  |
|  |                  |                  |                  |                  |             |                 |                 |                 |  |
|  | Barcellona       | Barcellona       | 62               |                  |             |                 |                 |                 |  |
|  | Barcellona       | Barcellona       | 62               |                  |             |                 |                 |                 |  |
|  | Real Madrid      | Real Madrid      | 100              |                  |             |                 |                 |                 |  |
|  | Real Madrid      | Real Madrid      | 100              |                  | Real Madrid | Real Madrid     | 86              |                 |  |
|  |                  |                  |                  |                  | Real Madrid | Real Madrid     | 86              |                 |  |
|  |                  |                  | Maccabi Tel Aviv | Maccabi Tel Aviv | 98 (dts)    |                 |                 |                 |  |
|  | CSKA Mosca       | CSKA Mosca       | Maccabi Tel Aviv | Maccabi Tel Aviv | 98 (dts)    | 67              |                 |                 |  |
|  | CSKA Mosca       | CSKA Mosca       |                  |                  |             | 67              |                 |                 |  |
|  | Maccabi Tel Aviv | Maccabi Tel Aviv | 68               |                  |             | Finale 3º posto | Finale 3º posto | Finale 3º posto |  |
|  | Maccabi Tel Aviv | Maccabi Tel Aviv | 68               |                  |             |                 |                 |                 |  |
|  |                  |                  |                  |                  |             |                 |                 |                 |  |
|  |                  |                  |                  |                  |             | Barcellona      | Barcellona      | 93              |  |
|  |                  |                  |                  |                  |             | Barcellona      | Barcellona      | 93              |  |
|  |                  |                  |                  |                  |             | CSKA Mosca      | CSKA Mosca      | 78              |  |

### Semifinali
| Arbitri: | Chrīstos Christodoulou Ilija Belošević Robert Lottermoser |

|                      |          |                    |
| Tomić 16             | Punti    | 21 Rodríguez       |
| Marcelinho Huertas 6 | Assist   | 6 Rodríguez        |
| Tomić 8              | Rimbalzi | 5 Llull, Slaughter |

| Arbitri: | Saša Pukl Milivoje Jovčić Borys Ryžyk |

|            |          |          |
| Kaun 14    | Punti    | 15 Blu   |
| Weems 6    | Assist   | 4 Ohayon |
| Chrjapa 10 | Rimbalzi | 9 Smith  |

### Finale 3º/4º posto
| Arbitri: | Lottermoser Robert Rocha Fernando Rüştü Nuran |

|                      |          |           |
| Navarro 20           | Punti    | 13 Kaun   |
| Marcelinho Huertas 7 | Assist   | 7 Chrjapa |
| Dorsey 12            | Rimbalzi | 4 Chrjapa |

### Finale 1º/2º posto
| Arbitri: | Christodoulou Christos Saša Pukl Milivoje Jovčić |

|              |          |           |
| Rodríguez 21 | Punti    | 26 Rice   |
| Llull 8      | Assist   | 3 Hickman |
| Mpourousīs 9 | Rimbalzi | 11 Tyus   |

| Eurolega 2013-2014           |
| ---------------------------- |
| Maccabi - Tel Aviv 6º titolo |

## Formazione vincitrice
|    | Naz.                                           | Ruolo | Sportivo      | Anno | Alt. |  |  |
| -- | ---------------------------------------------- | ----- | ------------- | ---- | ---- |  |  |
| 4  | Stati Uniti (bandiera) · Montenegro (bandiera) | G     | Tyrese Rice   | 1987 | 185  |  |  |
| 5  | Stati Uniti (bandiera)                         | C     | Shawn James   | 1983 | 208  |  |  |
| 6  | Stati Uniti (bandiera)                         | G     | Devin Smith   | 1983 | 196  |  |  |
| 7  | Stati Uniti (bandiera) · Georgia (bandiera)    | G     | Ricky Hickman | 1985 | 189  |  |  |
| 8  | Australia (bandiera)                           | A     | Joe Ingles    | 1987 | 203  |  |  |
| 9  | Stati Uniti (bandiera) · Israele (bandiera)    | AC    | Alex Tyus     | 1988 | 203  |  |  |
| 10 | Israele (bandiera)                             | AP    | Guy Pnini     | 1983 | 201  |  |  |
| 11 | Croazia (bandiera)                             | C     | Andrija Žižić | 1980 | 206  |  |  |

|    | Naz.                                        | Ruolo | Sportivo                | Anno | Alt. |  |  |
| -- | ------------------------------------------- | ----- | ----------------------- | ---- | ---- |  |  |
| 12 | Israele (bandiera)                          | G     | Yogev Ohayon            | 1987 | 189  |  |  |
| 13 | Stati Uniti (bandiera) · Israele (bandiera) | A     | David Blu               | 1980 | 201  |  |  |
| 14 | Israele (bandiera)                          | C     | Ben Altit               | 1993 | 208  |  |  |
| 15 | Stati Uniti (bandiera) · Israele (bandiera) | A     | Sylven Landesberg       | 1990 | 198  |  |  |
| 21 | Grecia (bandiera)                           | C     | Sofoklīs Schortsianitīs | 1985 | 206  |  |  |
| 22 | Israele (bandiera)                          | G     | Arad Harari             | 1994 | 196  |  |  |

- All.:   David Blatt

## Premi

### Riconoscimenti individuali
- Euroleague MVP:  Sergio Rodríguez ( Real Madrid)
- Euroleague Final Four MVP:  Tyrese Rice ( Maccabi Tel Avviv)
- Rising Star Trophy:  Bogdan Bogdanović ( Partizan)
- Euroleague Best Defender:  Bryant Dunston ( Olympiakos)
- Alphonso Ford Trophy:  Keith Langford ( Olimpia Milano)
- Aleksandr Gomel'skij Coach of the Year:  David Blatt ( Maccabi Tel Avviv)
- Gianluigi Porelli Euroleague Executive of the Year:  Livio Proli ( Olimpia Milano)

### Quintetti ideali
- All-Euroleague First Team:
  -  Sergio Rodríguez ( Real Madrid)
  -  Keith Langford ( Olimpia Milano)
  -  Rudy Fernández ( Real Madrid)
  -  Sonny Weems ( CSKA Mosca)
  -  Ante Tomić ( Barcellona)
- All-Euroleague Second Team:
  -  Ricky Hickman ( Maccabi Tel Aviv)
  -  Vasilīs Spanoulīs ( Olympiakos)
  -  Viktor Chrjapa ( CSKA Mosca)
  -  Nikola Mirotić ( Real Madrid)
  -  Stéphane Lasme ( Panathinaikos)